# Nyagasiga
Nyagasiga är ett periodiskt vattendrag i Burundi.   Det ligger i provinsen Ruyigi, i den centrala delen av landet, 110 km öster om huvudstaden Bujumbura.
Omgivningarna runt Nyagasiga är en mosaik av jordbruksmark och naturlig växtlighet. Runt Nyagasiga är det ganska tätbefolkat, med 155 invånare per kvadratkilometer.